# Decades (album Nightwish)
Decades – siódmy album kompilacyjny fińskiego zespołu symfoniczno-metalowego Nightwish, który zawiera zremasterowane wersje oryginalnego materiału. Został wydany 9 marca 2018 roku, czyli w tym samym dniu, w którym zespół rozpoczął trasę koncertową „Decades: World Tour”.

## Lista utworów
CD 1
1. „The Greatest Show on Earth” – 24:00
2. „Élan” – 4:48
3. „My Walden” – 4:38
4. „Storytime” – 5:22
5. „I Want My Tears Back” – 5:07
6. „Amaranth” – 3:51
7. „The Poet and the Pendulum” – 14:00
8. „Nemo” – 4:36
9. „Wish I Had an Angel” – 4:06

CD 2
1. „Ghost Love Score” – 10:02
2. „Slaying the Dreamer” – 4:32
3. „End of All Hope” – 3:55
4. „10th Man Down” – 5:24
5. „The Kinslayer” – 3:59
6. „Dead Boy's Poem” – 6:47
7. „Gethsemane” – 5:22
8. „Devil & the Deep Dark Ocean” – 4:46
9. „Sacrament of Wilderness” – 4:12
10. „Sleeping Sun” – 4:01
11. „Elvenpath ”– 4:40
12. „The Carpenter” – 5:58
13. „Nightwish” (Demo) – 5:54

## Skład
- Floor Jansen – wokal prowadzący (utwory 1–3 CD 1)
- Anette Olzon – wokal prowadzący (utwory 4–7  CD 1)
- Tarja Turunen – wokal prowadzący (utwór 8 i 9  CD 1, utwory 1–13 CD 2)
- Tuomas Holopainen – instrumenty klawiszowe, wokal (utwór 12  CD 2)
- Emppu Vuorinen – gitara prowadząca, gitara basowa (utwór 11 i 12 CD 2)
- Marco Hietala – gitara basowa, wokal (utwory 1–9  CD 1, utwory 1–3  CD 2)
- Sami Vänskä – gitara basowa (CD 2, utwory 4–10)
- Troy Donockley – Uilleann pipes, low whistle, bodhrán, buzuki, wokal prowadzący (utwór 3  CD 1), wokal wspierający (utwór 2 CD 1)
- Kai Hahto – perkusja (utwory 1–3 CD 1)
- Jukka Nevalainen – perkusja (utwory 4–9 CD 1, utwory 1–13  CD 2)